# Cristianismo no Laos
O cristianismo é uma religião minoritária no Laos.  Existem aproximadamente 150 mil cristãos no Laos, divididos similarmente entre protestantes e católicos. Existem três igrejas principais no Laos: a Igreja Evangélica do Laos, a Igreja Adventista do Sétimo Dia e a Igreja Católica Romana. O governo do Laos promulgou uma legislação contra os cristãos e monitora pesadamente todas as atividades cristãs.

## Protestantismo

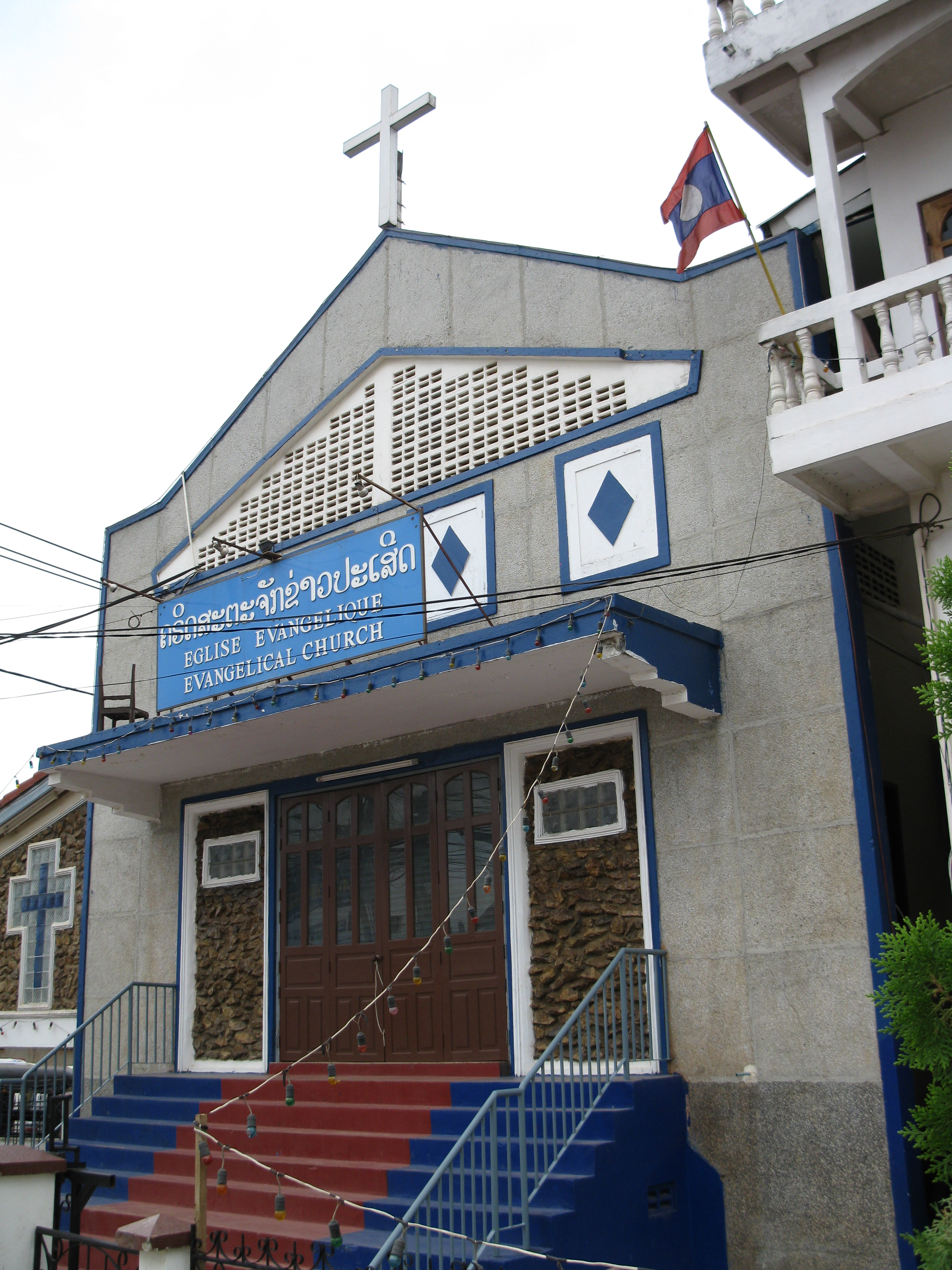
Igreja protestante em Luang Prabang Road, Vientiane

Com cerca de trezentas congregações, o protestantismo cresceu rapidamente na última década. Os membros da Igreja Adventista do Sétimo Dia no Laos são principalmente chineses e Meos.  No final de 30 de junho de 2019, tinha quatro igrejas e 1 419 membros.

### Liberdade religiosa
De acordo com o governo dos Estados Unidos e outras agências, houve casos em que o governo do Laos tentou fazer os cristãos renunciarem à sua fé e várias vezes fechou igrejas cristãs. Eles também dizem que há dois prisioneiros religiosos no Laos, ambos membros da Igreja Evangélica do Laos, e que, em 2005, uma igreja na província de Savannakhet foi fechada pelo governo. As autoridades do Laos negaram ter fechado qualquer igreja e dizem que os cristãos estão presos por outros motivos.

## Catolicismo

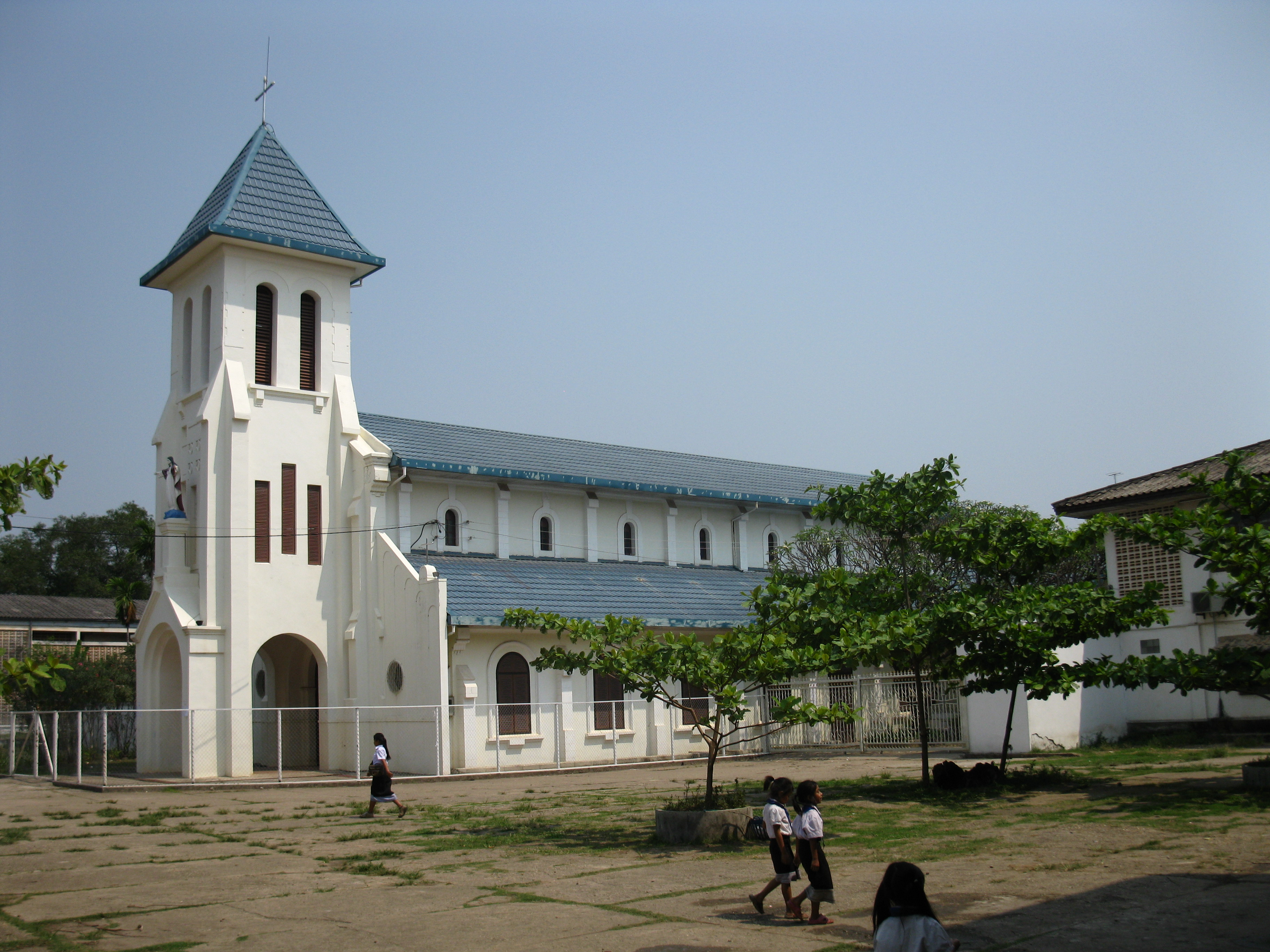
Igreja Católica do Sagrado Coração (pró-catedral, construída em 1928), Vientiane

A Igreja Católica Romana é oficialmente reconhecida pela LFNC. O catolicismo romano entrou no Laos pela primeira vez quando o Laos era uma colônia francesa. Existem aproximadamente 45 mil católicos, muitos dos quais são de etnia vietnamita, concentrados nos principais centros urbanos e áreas circunvizinhas ao longo do rio Mekong, nas regiões centro e sul do país. A Igreja Católica tem presença estabelecida em cinco das províncias mais populosas do centro e do sul, e os católicos podem adorar abertamente. As atividades da Igreja Católica são mais circunscritas no norte. São quatro bispos, dois localizados em Vientiane e outros nas cidades de Thakhek e Pakse.
Um dos dois bispos residentes em Vientiane supervisiona a diocese de Vientiane e é responsável pela parte central do país.  O segundo bispo residente em Vientiane é o bispo de Luang Prabang. Ele foi designado para a parte norte do país, mas embora o governo não tenha permitido que ele assumisse seu cargo, ele permitiu que ele viajasse para visitar as congregações da igreja no norte. A propriedade da igreja em Luang Prabang foi confiscada depois de 1975, e não há mais um presbitério naquela cidade. Um centro de treinamento católico informal em Thakhek preparou um pequeno número de padres para servir à comunidade católica.  Várias freiras estrangeiras servem temporariamente na diocese de Vientiane.
Não há dioceses no país, mas está dividido em quatro vicariatos apostólicos: o Vicariato Apostólico de Luang Prabang, o Vicariato Apostólico de Paksé, o Vicariato Apostólico de Savannakhet, e o Vicariato Apostólico de Vientiane.